# Ekgrenbock
Ekgrenbock (Exocentrus adspersus) är en skalbaggsart som beskrevs av Étienne Mulsant 1846.
Ekgrenbock ingår i släktet Exocentrus och familjen långhorningar. Arten förekommer i Västpalearktis. Enligt den svenska rödlistan (2015) är arten nära hotad i Sverige och förekommer enbart i Götaland. Artens livsmiljö är skogslandskap, jordbrukslandskap. Inga underarter finns listade.